# Nikolaï Birilev
Nikolaï Alexeïevitch Birilev, ou Biriliov (en russe : Николай Алексеевич Бирилёв), né en 1829 dans le gouvernement de Tver et mort en 1882 à Saint-Pétersbourg, est un amiral russe.
Il prit part à la bataille de Sinop (30 novembre 1853), en Russie, et s'illustra lors de la défense de Sébastopol au cours de la Guerre de Crimée (1853-1856).

## Famille
Le 5 février 1865, dans l'église orthodoxe russe de Nice, Nikolaï Birilev épousa Maria Fiodorovna Tiouttcheva (décédée en 1872), fille du poète russe Fiodor Tiouttchev (1803-1873).
Une fille naquit de cette union :
- Maria Nikolaïevna Birilieva : (-1866)

## Biographie
Nikolaï Birilev sortit diplômé du Corps des cadets de la Marine en 1847.
De 1845 à 1855, Birilev servit dans la flotte de la mer Noire.
Le 30 novembre 1853, il participa à la bataille de Sinop.
Nikolaï Birilev prit part à la défense de Sébastopol du 9 septembre 1854 au 5 mai 1855, date où il fut grièvement blessé à la tête par une balle. Le commandement ordonna la défense du 3e bastion contre les nombreuses incursions des troupes ennemies, au grade de lieutenant (capitaine de vaisseau), il commanda les avant-postes. Dans la nuit du 21 septembre 1854, il fit prisonnier deux officiers et plusieurs soldats. Le 11 mars 1855, à la tête de 750 chasseurs, le lieutenant réussit à se saisir d'une batterie de 10 canons. Pour son héroïque comportement lors de la défense de Sébastopol, il fut décoré de l'Ordre de Saint-Georges (4e classe), de l'Ordre de Saint-Vladimir (4e classe avec épées) et de l'Ordre de Sainte-Anne (2e classe avec épées et la couronne impériale).
De 1859 à 1863 Nikolaï Birilev exerça le commandement sur la corvette Possadnik (Посадник), à bord de ce navire, il visita la Chine et le Japon.
Très affecté par le décès de sa fille le 30 janvier 1866, il fut atteint de troubles mentaux probablement aggravés par sa blessure à la tête au cours du siège de Sébastopol. Il demeura dans cet état de démence jusqu'à son décès.

## Décès et inhumation
Nikolaï Birilev décéda en 1882 à Saint-Pétersbourg et fut inhumé au cimetière Novodievitchi aux côtés du poète Fiodor Ivanovitch Tiouttchev.

## Distinctions
- Ordre de Saint-Georges (4e classe) ;
- Ordre de Saint-Vladimir (4e classe avec épées) ;
- Ordre de Sainte-Anne (2e classe avec épées et la couronne impériale).

## Lieu portant son nom
- Île Birileva, située dans la mer du Japon.

## Sources
- (ru) Cet article est partiellement ou en totalité issu de l’article de Wikipédia en russe intitulé « Бирилёв, Николай Алексеевич » (voir la liste des auteurs).